# Walter Peeters (1950)
Walter Peeters is een Belgisch ingenieur, econoom en professor. Hij werd in 2011 president van de International Space University.

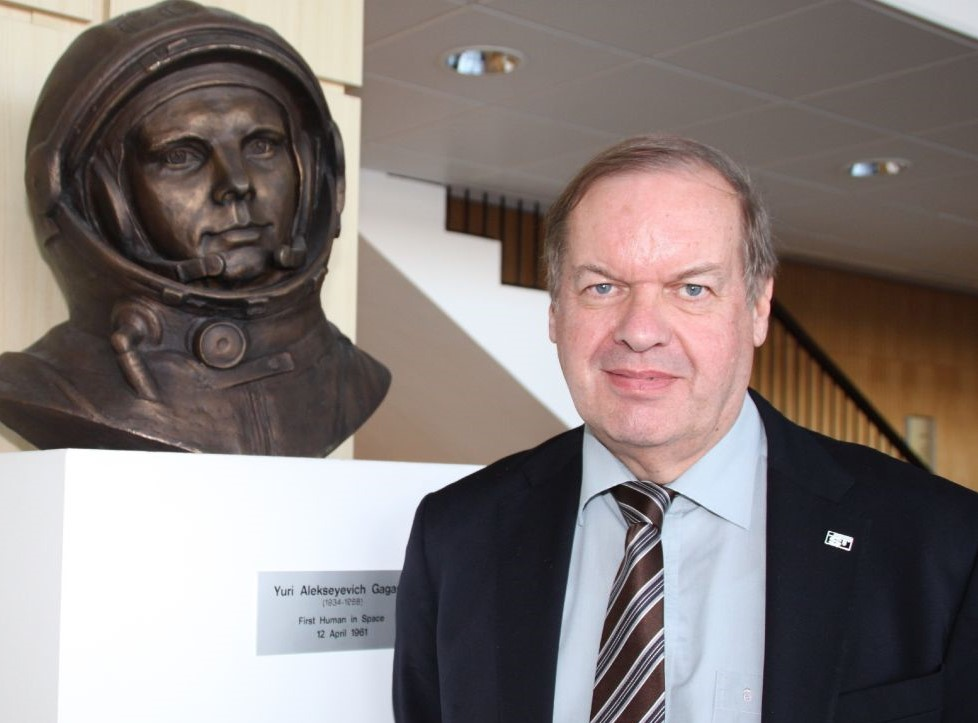
Prof.Dr. Walter Peeters, president van International Space University (Straatsburg Frankrijk)

## Levensloop en opleiding
Peeters werd geboren in Antwerpen op 28 juni 1950. Hij voltooide de lagere school in Ekeren aan het St.-Lambertusinstituut en het secundair onderwijs aan het Koninklijk Atheneum in Antwerpen. Hij behaalde een ingenieursdiploma in nucleaire technologie, een diploma in Toegepaste Economie aan de Katholieke Universiteit van Leuven, en een MBA met de scriptie over 'Fleet Size Scheduling' (Katholieke Universiteit van Leuven, België, 1982). Later behaalde hij een doctoraat in engineering aan de Technische Universiteit Delft met een proefschrift over: 'The appropriate use of contract types in development contracts. A systems approach with emphasis on the European space sector' "Het juiste gebruik van contractvormen in ontwikkelingscontracten: een systeembenadering met het accent op de Europese ruimtevaartsector".

## Carrière
Peeters werkte als ingenieur in de bouw-  en de petrochemische sector. Hij specialiseerde zich in projectplanning.  In 1983 trad hij toe tot het European Space Agency (ESA) en kreeg hij diverse  controle- en projectmanagementfuncties. Zijn eerste opdrachten hadden betrekking op de uitbreiding van testfaciliteiten in ESTEC, het technologiecentrum van ESA in Noordwijk. Daarna werkte hij mee aan het Hermes-project in Toulouse. Na verschillende fasen van herontwerp, waarbij de massa van het ruimtetuig  toenam en daarmee ook de geschatte kosten tot voltooiing,  besloten de  ESA-lidstaten  het project te beëindigen.
Bij de oprichting van het European Astronaut Centre (EAC) in Keulen werd hij hoofd van het coördinatiebureau voor astronauten en werkte hij in Star City, Moskou. Hij kreeg de functie van coördinator van de astronautenoperaties tijdens de EUROMIR-missies in 1994 en 1995. Wat de academische activiteiten betreft, publiceerde hij, na een sabbatjaar,  in het jaar 2000 het boek 'Space Marketing'. Hij vervoegde de International Space University (ISU) als hoogleraar in ruimtevaart en management. In 2004 werd hij benoemd tot decaan van de universiteit, die hoog aangeschreven stond  in de Belgische pers. Sinds 2011 is hij aan de ISU verkozen tot president. Sedert oktober 2018 is hij benoemd tot President-Emeritus van ISU.
Prof. Peeters’ werk is vooral gericht op de commercialisering en ontwikkeling van (nieuwe) ruimtevaartactiviteiten.  Specifieke aandacht gaat naar de overgang van experimenteel  ruimtetoerisme naar commerciële ruimtevluchten. Dit leidt tot een publicatie over suborbitaal ruimtetoerisme voor de International Academy of Astronautics. 
In 2009 werd hij verkozen tot stichtend directeur van het International Institute of Space Commerce (IISC). Speciale interesses zijn onder meer de rol van ruimtevaartactiviteiten als katalysator voor internationale samenwerking, zoals onder meer gepresenteerd in Facing Tomorrow in Jeruzalem. 
Het heeft hem er ook toe gebracht in 2014 het Internationale Ruimtestation als kandidaat voor de Nobelprijs voor de Vrede voor te stellen. De geopolitieke context (situatie in Oekraïne) op dat moment was niet gunstig voor dit voorstel. 
Peeters' recente activiteiten omvatten samenwerking met regeringen zoals de Baltische staten (vanaf 2011), Luxemburg (2017), Zuid-Australië (2017) en Oman. Hij helpt ook jonge ruimtevaartondernemers bij de ontwikkeling van hun businessplan en bij het opstarten van hun carrière.
Hij werkt nauw samen met de autoriteiten van de Elzas om ruimteactiviteiten aldaar te promoten
In 2017 was hij ook betrokken bij discussies in Ierland over de mogelijke oprichting van een Ierse ruimtevaartorganisatie.

## Onderscheidingen
- Lid (Academicus) van de "International Academy of Astronautics (IAA)" - Ontvanger van de Yuri Gagarin Medaille No 176 in 2000 -[14] NASA Group Achievement awards[15]
- Ridder in het Legioen van Eer (Legion d'Honneur) in Frankrijk; [16]

## Geselecteerde publicaties
- Peeters, W.A., The appropriate use of contract types in development contracts, Ph.D. thesis, also published as ESA-STR-222, Oct. 1987.
- Peeters, W.A. and in ‘t Veld, J., The Use of Alternate Contract Types in Europe as Protection Against Overruns. National Contracts Management Journal, Vol. 23 (1), pp. 23–34, 1989.
- Peeters, Walter A. R. (2000). Space Marketing. A European Perspective. Kluwer Academic Publications, Dordrecht, Boston. ISBN 0-7923-6744-8.
- Peeters, W. Space Marketing (in Chinese) (Caphbook, Beijing, 2004) ISBN 7-80144-866-9. 376 p.
- Peeters W. ISS as a Nobel Prize Nominee? Why not? SpaceNews 25(7) (2014), p. 19,
- Peeters, W. and Madauss B. A proposed strategy against Cost Overruns in the space sector : the 5C approach. Journal of Space Policy 24(2), May 2008, pp. 80–89.
- Peeters, W. (2010). From suborbital space tourism to commercial personal spaceflight. Acta Astronautica 66: 1625-1632.
- Peeters, W. Space Science: A cradle for philosophers, Astropolitics, 10:27–38, 2012
- Peeters, W. et al., Private Human Access to Space, Vol.1 Suborbital Flights, June 2014, IAA report SG 3.9, ISBN number : 978-2-917761-35-9.
- Peeters, W., Is New Space Lifting Off? Prospective Stratégique, 45 (2016), pp. 60–65.
- Peeters, W., International Space University Achievement after 30 years of operations. Ruimtevaart 2017/4 pp. 29–33
- Peeters, W. Towards a definition of New Space? The entrepreneurial perspective. New Space Vol 6(3) (2018), pp. 187-190.
- Peeters, W.,Damp,L. and Williams, P., (2020). Launching Smallsats. The example of Southern launch. New Space 8 (4): 201-212. DOI: 10.1089/space.2020.0034.
- Trustee of YouSpace.be  Plateforme pour une meilleure interaction Universités & Industrie dans le secteur spatial [17]